# Albéric Magnard
Albéric (Lucien-Denis-Gabriel) Magnard (9. juni 1865 i Paris, Frankrig – 3. september 1914 i Baron, Oise, Frankrig) var en fransk komponist.
Journalisten Francis Magnard, chefredaktør af Le Figaro, var hans far. Magnard studerede under Jules Massenet og Théodore Dubois på Pariser konservatoriet og senere under Vincent d´Indy i 4 år.
Han komponerede i romantisk stil, og tilbad Beethoven, men tilføjede med tiden østerlandske aspekter til sin kompositionsform. 
I 1914 - under første Verdenskrig - brændte han inde i sit hus efter at havde taget kampen op mod en tysk patrulje, som ville indtage hans hjem. Han blev derefter udråbt som krigshelt.
Af Magnards værker har kun 22 overlevet i dag. Bl.a. 4 symfonier, orkesterværker og 3 operaer. Hans opera Guercœur blev ødelagt i ilden, men blev rekonstrueret af hans ven, komponisten Guy Ropartz.

## Værker
Orkestermusik
- Symfonier

1. op. 4 (1889)
2. op. 6 (1893)
3. op. 11 (1896)
4. op. 21 (1913)

- Suite dans le Style ancient op. 2 (1889)
- Chant Funêbre op. 9 (1895)
- Overture op. 10 (1895)
- Hymne à la Justice op. 14 (1902)
- Hymne à Vénus op. 17 (1904)

Kammermusik
- Kvintet op. 8  for 4 blæser og klaver (1894)
- Violinsonate op. 13 (1902)
- Strygekvartet op. 16 (1903)
- Klavertrio op. 18 (1905)
- Cellosonate op. 20 ((1910)

Klavermusik
- En Dieu mon espérance et mon épée pour ma défense (1888)
- Tre klaverstykke op. 1 (1888)
- Promenades op. 7 (1893)

Operaer
- Yolande op. 5 (1891)
- Guercœur op. 12 (1901)
- Bérénice op.19 (1908)

Sange
- À Henriette (1891)
- 6 Poèmes op. 3 (1896)
- 4 Poèmes op. 15 (1902)
- 12 Poèmes op. 22 (1914)